# Alexis Maurice Dupuy
Alexis Maurice Dupuy var medlem i statssekreterarnas råd i Haiti, 27 februari-1 mars 1847.